# Giacomo di Tarantasia
Giacomo di Tarantasia, noto anche come Giacomo d'Assiria (in francese: Jacques de Tarentaise o d'Assyrie; in francoprovenzale: Jacquèmo(z) de Tarentèsa o d'Assirie; Assiria, ... – Arles, 16 gennaio 429), è stato un missionario e vescovo siro, venerato come santo dalla Chiesa cattolica, che ne celebra il culto il 16 gennaio. Figura di dubbia realtà storica, fu, secondo la tradizione, l'evangelizzatore della Tarantasia (una valle della Savoia), della quale divenne anche il primo vescovo.

## Biografia
Ciò che sappiamo di Giacomo di Tarantasia si basa su due Vitae Sanctorum: la prima menzionata negli Acta Sanctorum dei Bollandisti, la seconda citata nel XVIII secolo tra le fonti utilizzate per compilare una storia delle diocesi della Savoia. Una di queste Vitae è nota grazie all'esistenza di alcuni riassunti di un manoscritto del XII o XIII secolo e su di essa si basa la tradizione comunemente seguita. Non esistono invece menzioni di questo personaggio risalenti al V secolo.

### Secondo la tradizione
La tradizione è alquanto parca di dettagli relativi alla vita di Giacomo prima della sua conversione. È riportato che fosse originario dell'Assiria (una regione a nord della Mesopotamia), che fosse di nobile famiglia e che avesse servito come ufficiale nell'esercito persiano durante le guerre contro i Romani.
Proprio in occasione di una queste guerre, sarebbe entrato in contatto con dei cristiani e, colpito dalla loro prontezza a morire per la propria fede, si sarebbe convertito al cristianesimo e, abbandonate tutte le sue ricchezze, sarebbe partito verso l'Asia Minore per unirsi a una delle varie comunità monastiche allora esistenti. All'inizio del V secolo, in Grecia (oppure a Nicomedia), avrebbe incontrato Onorato di Lerino, il quale lo avrebbe battezzato e poi convinto a seguirlo per fondare la comunità monastica di Lerino. Per questo motivo Giacomo è talvolta indicato come Giacomo di Lerino.
Verso il 420, Giacomo d'Assiria e Massimo di Riez avrebbero accompagnato Onorato a evangelizzare i territori dei Ceutroni, allora minacciati dall'invasione dei Burgundi. Al rientro dal loro primo viaggio missionario, tra la fine del 426 e l'inizio del 427, Onorato fu eletto vescovo di Arles e con i nuovi poteri appena conferitigli avrebbe consacrato Giacomo affinché proseguisse la missione apostolica in Tarantasia. Joseph-Antoine Besson riporta come Giacomo fosse «considerato l'Apostolo dei Ceutroni e loro primo vescovo».
Sentendosi ormai prossimo alla morte, avrebbe designato il confratello Marcello come proprio successore in Tarantasia e sarebbe poi partito per Arles, dove sarebbe morto il 16 gennaio dell'anno 429 assieme al suo amico e maestro Onorato.

#### Miracoli e leggende
Le Vitae riportano diverse leggende e miracoli legati alla figura di san Giacomo.
Avrebbe guarito con la sua «pura preghiera» le isole di Lerino dal «drago pestifero». Avrebbe anche guarito dalla febbre il figlio di un re burgundo.
Mentre era impegnato nella costruzione di un castello, un orso uscì dalla foresta per divorare i buoi che trasportavano i materiali. San Giacomo, dopo aver assistito alla morte di uno dei bovini, ordinò all'orso di rimpiazzare l'animale. Nella chiesa di San Giovanni Battista di Arêches (Beaufort) c'è un dipinto raffigurante questo miracolo.
In un'altra occasione, durante la costruzione di una cappella, Giacomo si trovò con una trave troppo corta e riuscì ad allungarla aspergendola con dell'acquasanta.
Ancora, offrì a un non meglio specificato sovrano di Gallia della neve in piena estate senza che essa si sciogliesse. Si dice che durante questo viaggio, un'aquila attaccò il convoglio e strappò un occhio a uno degli asini, ma san Giacomo le ordinò di restituirlo ed essa ubbidì.

### Approccio storico
L'effettiva esistenza di Giacomo di Tarantasia è tutt'altro che comprovata e la storiografia moderna tende generalmente a considerarlo come un personaggio leggendario. Secondo l'agiografia, il vescovo avrebbe richiesto o ricevuto in dono da un principe burgundo il possesso della Rocca Puppim (in francese: Roc Pup(p)im o Puppin), detta da allora anche Rocca San Giacomo (Roc Saint-Jacques), nel territorio dell'attuale Saint-Marcel, sulla quale avrebbe voluto far costruire una chiesa e dove fu in seguito edificato un castello, anch'esso detto "di San Giacomo" (in latino: Castrum Sancti Jacobi, in francese: château (de) Saint-Jacques o Saint-Jacquemoz). Tuttavia, l'archivista e paleografa Jacqueline Roubert fa notare che nel 429, anno di morte di Giacomo secondo la tradizione, i Burgundi non erano ancora arrivati nella regione della Tarantasia. Il loro insediamento nella valle è infatti stimato attorno al 443. Le interazioni di Giacomo con detta popolazione germanica riportate nella tradizione costituiscono quindi un anacronismo.
Per di più, il primo vescovo di Tarantasia di cui si abbia menzione in documenti coevi è Sanzio, presente al concilio di Epaon del 517 e al quale è inoltre attribuita la costruzione della cattedrale di Moûtiers.
La Vita di san Giacomo pubblicata attorno al XII secolo, serviva in parte agli arcivescovi di Tarantasia, successori di san Giacomo, per giustificare il loro potere temporale sulla Tarantasia per contrastare l'espansione e il crescente potere dei conti di Savoia nella valle.
Invece, nella Vita di Sant'Onorato, agiografia scritta dal suo discepolo e successore Ilario di Arles, non si fa alcuna menzione di Giacomo.
La medievista Denise Péricard-Méa sottolinea diversi punti in comune tra i vari culti e leggende legati alla figura di Giacomo il Maggiore e quelli associati a Giacomo di Tarantasia, suggerendo che i primi potrebbero essere all'origine dei secondi. A entrambi, per esempio, sono attribuiti poteri curativi o la capacità di ammansire gli animali: dei tori nel caso di Giacomo il Maggiore (secondo la leggenda di Compostela), orsi e rapaci nel caso di Giacomo di Tarantasia.

## Culto

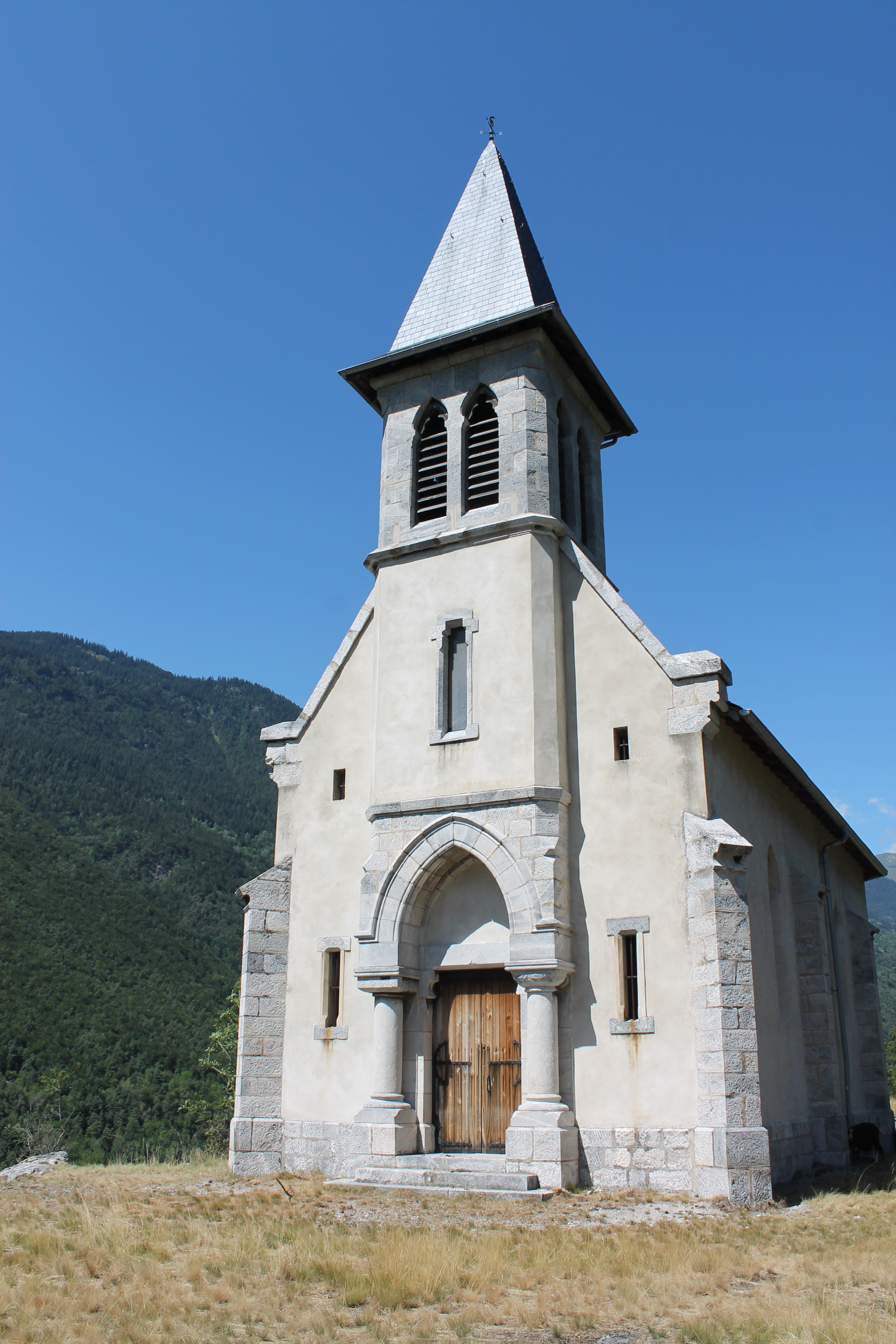
Cappella di San Giacomo sull'omonima rocca

San Giacomo di Tarantasia viene festeggiato il 16 gennaio, principalmente in Tarantasia, ma con alcune commemorazioni anche nelle vicine diocesi savoiarde di Moriana e Chambéry (attualmente tutte riunite nell'arcidiocesi di Chambéry, San Giovanni di Moriana e Tarantasia).

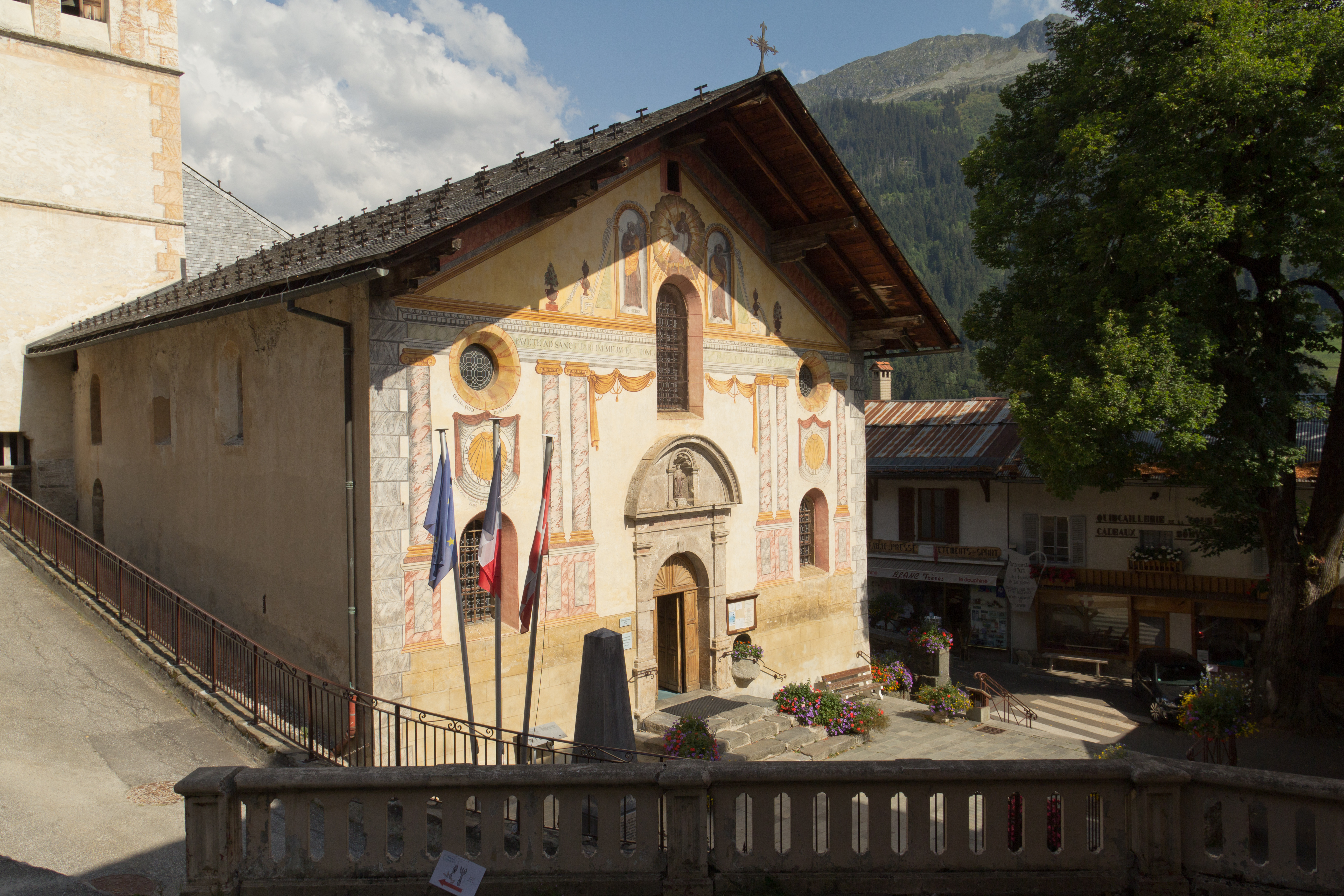
Chiesa di San Giacomo d'Assiria a Hauteluce

In tutta la Savoia vi sono diversi luoghi di culto dedicati al santo, tra cui:
- la chiesa di San Giovanni Battista d'Arêches a Beaufort (XVI secolo);[4]
- la chiesa di San Giacomo d'Assiria a Hauteluce (XVI secolo);
- la cappella di San Giacomo a Saint-Marcel, costruita nel 1898 utilizzando delle pietre provenienti dal sopracitato castello di San Giacomo;[15]
- la chiesa di San Giacomo di Tarantasia a les Boisses (Tignes), costruita nel 1950 come riproduzione fedele dell'antica chiesa del borgo ora sommersa dalle acque del lago artificiale creato dalla diga;[16]
- La parrocchia di San Giacomo di Tarantasia a Tignes.[17]

Il monte San Giacomo (2 407 m), nel comune di Mâcot-la-Plagne, trae il suo nome dal vescovo di Tarantasia e nei periodi di siccità era teatro di una processione per chiedere l'intercessione del santo per ottenere il ritorno della pioggia.